# 風刺

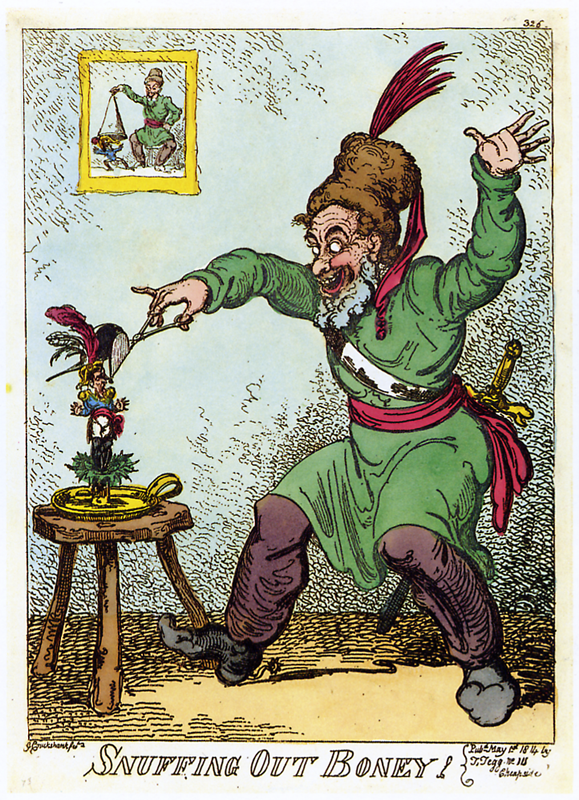
ジョージ・クルックシャンク画、ロシア遠征に失敗したナポレオンを風刺した漫画。ロウソク立てに据えられて、コサック兵に芯切りバサミで首を切られそうになっている。題名は『Snuffing out Boney!（墓に行け！）』

風刺（ふうし、仏: satire, 英: satire）は、社会や人物の欠点や罪悪を遠回しに批判すること。尚、風刺は諷刺とも書く。

## 概説
風刺とは、何らかの実在の対象（たとえば具体的な人物、組織、国家など）の欠点や愚かしさを暴きだす表現手法である。文章、絵画、劇、映像 等で使われる。
現実を攻撃対象としているということは、風刺は憤り（怒り）に発する（根本動機になっている）ということであり、その点で、冷静な皮肉、モラリスト風の描写、（パロディーなどの）戯作文学などとは一線を画している（つまり、異なっている）。
だが、憤り（怒り）の直接的な表現である:《呪い》や《悪口》や《抗議》などは風刺とは言えない。風刺であるためには、批判対象に対して距離をとり、自分の憤りを抑制して表現する必要がある。この独特な態度（つまり、怒りが表現を行う根本動機となっているが、その怒りを抑制しつつ表現する、という態度）こそが風刺の本質である。そしてその表現方法は、対象の誇張的変形を伴い、機知を示すことが多い。

## 歴史
西欧の文学における風刺は、紀元前5世紀より、基本的に戯曲と詩の形式による社会論評の形式として受け入れられた。古代ギリシアの劇作家アリストパネス（紀元前446年頃 - 紀元前385年頃）は、もっとも知られた風刺作家の一人である。
しばしば「風刺詩の始祖」とされるのは紀元前2世紀の古代ローマの詩人ガイウス・ルキリウスである。
古典期の著名な風刺作家たちは、古代ローマ帝国（の早期）に活躍しており、具体的にはホラティウスやペルシウスやユウェナリスがいる。ホラティウスは、ルキリウスの風刺詩をふまえつつ「上品で 打ち解けた表現」を風刺詩に与えた。ペルシウスは難解な表現を用いた。ウウェナリスは情熱的で激しい表現を見せた。彼らは、後世の作品に大きな影響を与えることになった。特にユウェナリスは近世において「風刺詩の模範」とされた。
ケルト人の社会においては、吟遊詩人の風刺は（呪いと同様に）物理的な効果をもたらし得る、と考えられていた。
中世初期には、風刺作品の例は僅かにしか見られない。12世紀における中世中期の到来と近世口語文学の誕生により、風刺文学は復権を成し遂げた。しかしながら、この時代の風刺作品では公の人物に対する直接の風刺は稀であり、風刺は専ら寓話的な用法に用いられていた。文学作品の登場人物は時おり風刺の題材として取り上げられたが、実在の人物や制度が取り上げられることは滅多に無かった。
風刺によるこれより直接的な社会論評は16世紀に再び始まり、フランソワ・ラブレーの作品のような茶番劇（ファース）がより真剣な問題に取り組み、結果として王権の怒りを買うこととなった。しかし、最も偉大な風刺作家達は、合理主義を掲げた17世紀および18世紀の思想運動である啓蒙時代と共に現れた。この時、団体や個人に対する狡猾にして辛辣な風刺化は、民衆の武器となった。ガリヴァー旅行記でイギリス社会を痛烈に批判したジョナサン・スウィフトなどが代表例である。
19世紀の小説家マーク・トゥエインは、風刺新聞から長編小説に及ぶ様々な形式の風刺作品を発表した、最も有名なアメリカの風刺作家である。また同じ19世紀、ロシアにおいてはイヴァン・クルィロフの『寓話』が当時のロシア貴族社会を痛烈に風刺した。
20世紀において、風刺はオルダス・ハクスリーやジョージ・オーウェルなどの作家により、ヨーロッパを席捲する社会変動の危険性に対する、真剣かつ恐るべき論評に用いられた。よりユーモラスな風刺は、ピーター・クック(コメディアン) 、アラン・ベネット、ジョナサン・ミラー、デヴィッド・フロスト、エレノア・ブロン、ダドリー・ムーアといった有名人らや、テレビ番組『That Was The Week That Was』によってリードされた風刺ブームにより、1960年代初めのイギリスで復興期を迎えた。今日でも風刺は社会的な論評と表現の形式として人気を保ち続けているが、風刺は常にユーモラスな物でなければならないという認識が広まりつつある（必ずしも風刺はユーモラスな物とは限らない）。

## ポップ・カルチャーおよび公共メディアにおける風刺
いくつかの風刺作品での誇張表現は、大勢の人々に信じ込まれてしまう程に巧妙である。これらの作品における風刺の性質は、公には理解されないのかもしれない。その結果として、風刺作品の作家や制作者が激しい非難に晒された実例も存在する。2001年にイギリスのテレビ放送局チャンネル4は、児童性的虐待と小児性愛問題に翻弄される現代ジャーナリズムを揶揄し風刺する意図の、パロディ時事問題シリーズ『Brass Eye』の特別番組を放映した。ユーモアの主題にするには「重大すぎる」と多くの人間から考えられている問題を、この番組が揶揄したことに激怒した視聴者から、放送局へ莫大な数の苦情が寄せられた。架空の馬鹿げたハードロック・バンドのドキュメンタリーであるパロディ映画『This is Spinal Tap』は、何人かの批評家からノンフィクションと間違えられた。
時おり、政治的あるいは社会的な指摘に用いられる事により、風刺は社会に変化をもたらしえる。例を挙げれば、漫画『ドゥーンズベリー』が、州内でマイノリティに身分証の所持を義務付ける人種差別法を施行していたフロリダ州を風刺したすぐ後に撤廃され、改正法がドゥーンズベリー法という愛称で呼ばれるに至った。
2000年のカナダ国政選挙戦においては、カナダ同盟（旧改革党）による、十分な量の請願書がある場合には住民投票を義務付けるというシステムの提案が、「この1時間は22分（This Hour Has 22 Minutes）」という番組内で諷刺されたことで不評を買い、やがて撤回されてしまった。
風刺はコメディにおいて、頻繁に使用されつつあるように見える。多くの現代コメディ番組がある程度の風刺を用いており、コメディアニメも同様である。これらには『ザ・シンプソンズ』『ファーザー・オブ・ザ・プライド』『ファミリー・ガイ』『フューチュラマ』、更にオスカー賞を受賞した『ウォレスとグルミット／ペンギンに気をつけろ!』その他が含まれる。これらの作品はいずれも違ったタイプのコメディであるが、どれもある程度の風刺の上に成り立っている。その風刺の範囲は、『ザ・シンプソンズ』の社会時評から、『ファーザー・オブ・ザ・プライド』のジークフリード&ロイの人造ジャングルでの動物たちの生活にまで及ぶ。

## 著名な風刺作品の例
- オウィディウス - 『恋愛術（恋の技法）Ars amatoria』
- ペトロニウス(c. A.D. 27-66) - 『サテュリコン』
- ユウェナリス(c. A.D. 55-140) - 『サトュラエ（風刺詩）』
- ルキアノス(c. A.D. 160) - 『本当の話』『偽予言者アレクサンドロス』
- Nigel of Canterbury - 『Speculum Stultorum （愚者のための鏡）』 12世紀の修道士と大学についての風刺を描写。
- 『De Nugis Curialibus （廷臣の冗談）』 12世紀のイングランド宮廷生活についての風刺を描写。
- ジョナサン・スウィフト - 『桶物語』『ガリヴァー旅行記』『穏健なる提案』
- アレクサンダー・ポープ - 『髪盗人』
- ビル・ヒックス - 後年のヒックスは革新的な風刺家でありコメディアンであった。
- ヴォルテール - 『カンディード』 楽天主義に対する風刺小説。
- デジデリウス・エラスムス - 『痴愚神礼讃』 聖職者の腐敗への風刺を描写。
- ジョージ・オーウェル - 『1984年』 最も基本的な風刺の文学形式でもあるディストピア小説。
- ジョージ・オーウェル - 『動物農場』 ロシアスターリン主義への風刺小説。
- ジュール・ヴェルヌ-『二十世紀のパリ』 行きすぎた機械文明への風刺を描写。
- アナトール・フランス - 『ペンギンの島（英語版）』 ユートピア小説とされている。

- オルダス・ハクスリー - 『すばらしい新世界』 ディストピア小説とされている。
- マーク・トウェイン - 『ハドリバーグを堕落させた男』に代表される後期作品。
- イヴァン・クルィロフ - 『寓話』ロシアの貴族社会を痛烈に批判した寓話集。
- フラナリー・オコナー - 『賢い血（英語版）』 同時代の宗教者の姿勢に対する風刺を描写。
- トーマス・ナスト - ニューヨーク市政界の大物ウィリアム・マーシー・トゥィード（英語版）に対する政治風刺漫画。
- ヤロスラフ・ハシェク - 『兵士シュヴェイクの冒険』ハシェクの実体験にもとづき、第1次世界大戦当時のオーストリア＝ハンガリー帝国や軍隊が抱える矛盾を描く。
- スタンリー・キューブリック - 映画『博士の異常な愛情』『時計じかけのオレンジ』
- ロバート・クラーク・ヤング（英語版） - 『One of the Guys』 論争の的となった小説。
- ダリオ・フォ - 演劇を『あるアナーキストの事故死』
- カート・ヴォネガット・ジュニア - 『猫のゆりかご』 SFモチーフを用いた政治風刺小説。
- ドン・デリーロ - 『ホワイト・ノイズ』 現代社会と消費主義への風刺。
- ヴィトルド・ゴンブローヴィッチ - 『フェルディドゥルケ（英語版）』 現代社会への風刺を描写
- ジョーゼフ・ヘラー - 『キャッチ=22』 軍隊、戦争、消費主義、資本主義、共産主義に対する風刺小説。
- チャック・パラニューク - 『ファイト・クラブ』 男性性、消費主義、ニヒリズムに対する風刺小説。
- ジャック・ウォマック - 「アンビエント」シリーズ 19〜21世紀の世界に対する風刺を含んだディストピア小説。
- リチャード・コンドン（英語版） - 『影なき狙撃者』 東西冷戦下における狂気と愛国主義を風刺した小説。
- ジョルジュ・ビゴー - 『猿まね(社交界に出入りする紳士淑女）』 明治維新後、急激な欧米化を図る日本に対する風刺画。
- テックス・アヴェリー- 『未来シリーズ』、『へんな体験記』、『名人エド』 痛烈な社会風刺の込められたアニメーション作品。
- ヒュー・ハーマン- 『動物たちの国づくり』 戦争に突き進む世界を風刺したアニメーション作品。1939年公開。
- トバイアス・スモレット - 『アトムの冒険』
- 芥川龍之介 - 『河童』 河童の社会に仮託して人間社会の出産や恋愛、宗教等を風刺した小説
- 沼正三 - 『家畜人ヤプー』 日本人の欧米コンプレックスを風刺したマゾヒズム&サディズム小説。
- ジョージ・A・ロメロ - 『ナイト・オブ・ザ・リビングデッド』『ゾンビ』『死霊のえじき』『ランド・オブ・ザ・デッド』 その時代のアメリカ社会を比喩し風刺している。